# Измена (романтические отношения)

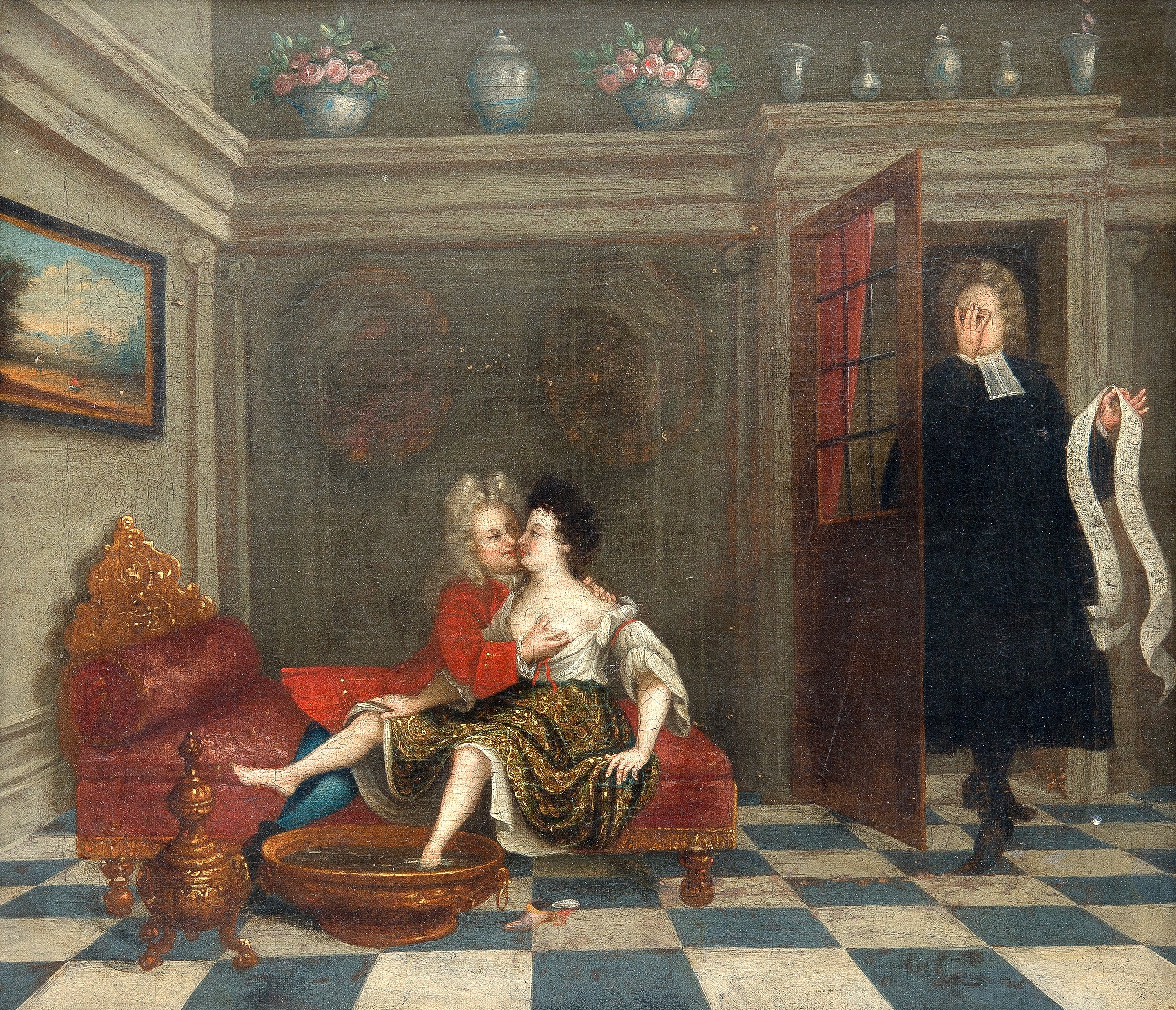

Изме́на применительно к романтическим отношениям — нарушение верности в любви или в супружестве.
Измену (акт неверности) можно в общих чертах определить (описать) как нарушение нормативного соглашения, ограничивающего число людей, вовлечённых в романтическую или половую связь и, таким образом, нарушение запрета иметь параллельно другие отношения такого рода (как случайные, так и постоянные). Причём в отношениях, следующих моногамной традиции, нарушением соглашения является вовлечение третьего человека, в то время как в полигамных отношениях изменой является вовлечение людей за пределами определённого установленного круга. Согласно этому определению изменить — значит сознательно нарушить договорённость, предопределённую (в романтическом и/или физическом плане) для выбранного типа отношений.
Поведенческие акты в виде направленного и усиленного проявления внимания в сторону других людей, особенно в виртуальном общении (в социальных сетях и средствах мобильной связи) могут обозначаться как микроизмена. Данный термин имеет, в основном, публицистическое значение. Правомерность и корректность такого обобщения понятия измены в научной среде активно не обсуждались, первая научная статья, посвящённая данному вопросу появилась в 2018 году.

## Причины
Исследования показали, что мужчины чаще вступают во внебрачные связи, если они неудовлетворены сексуально, а женщины — если неудовлетворены эмоционально. Киммел и Ван Дер Вин обнаружили, что сексуальное удовлетворение может быть более важным для мужей, а жен больше волнует совместимость с партнером. Исследования показывают, что люди, способные разделить понятия «секс» и «любовь», с большей вероятностью примут ситуации, в которых происходит измена. В одном из исследований, проведенных Роско, Кавано и Кеннеди, было обнаружено, что женщины в качестве причины измены номер один указывают неудовлетворенность отношениями, в то время как мужчины — отсутствие общения, понимания и сексуальную несовместимость. Гласс и Райт также обнаружили, что мужчины и женщины, которые были вовлечены как в сексуальную, так и в эмоциональную измену, сообщили, что они больше всего неудовлетворены своими отношениями, чем те, кто занимался только сексуальной или только эмоциональной изменой. В целом, неудовлетворенность браком — это причина номер один, часто указываемая в качестве причины измены для обоих полов.
Важно отметить, что существует множество других факторов, повышающих вероятность измены. Вероятность измены также выше у тех, кто придерживается максимально снисходительных взглядов на сексуальную жизнь, и у тех, кто имел большое количество сексуальных связей в прошлом. На вероятность внебрачной связи влияют и такие факторы, как хорошее образование, проживание в городе, меньшая религиозность, либеральная идеология и ценности, больше возможностей для знакомства с потенциальными партнерами, а также возраст.

### Антропологическая точка зрения
Антропологи склоняются к тому, что человек не является ни полностью моногамным, ни полностью полигамным. Антрополог Бобби Лоу считает, что мы «несколько полигамны», а Дебора Блюм — что мы «несколько моногамны» и постепенно отходим от полигамных привычек наших эволюционных предков.
По мнению антрополога Хелен Фишер, существует множество психологических причин для супружеской измены. Некоторые люди могут хотеть разнообразить семейную жизнь, решить сексуальную проблему, привлечь к себе больше внимания, отомстить или получить большее удовлетворение от брака. Однако, согласно исследованиям Фишер, у супружеской измены есть и биологическая сторона. «У нас есть две системы мозга: одна из них связана с привязанностью и романтической любовью, а другая — с чисто сексуальным влечением». Иногда эти две системы мозга плохо связаны между собой, что позволяет людям становиться изменниками и удовлетворять свое либидо, не обращая внимания на привязанность.

### Культурные особенности
Часто гендерные различия в проявлениях ревности и измены объясняются культурными факторами. Эти различия обусловлены тем, что в разных обществах по-разному относятся к внебрачным связям и ревности. Исследование ревности в семи странах показало, что во всех культурах каждый из партнеров в отношениях является главным и исключительным источником удовлетворения и внимания друг друга. Поэтому, когда человек испытывает ревность к другому, это, как правило, связано с тем, что теперь они делят между собой основной источник внимания и удовлетворения. Однако при определении поведения и действий, которые выдают роль первичного источника внимания (удовлетворения), наблюдаются различия. Например, в некоторых культурах, если человек встречается с представителем противоположного пола, это может вызвать эмоции сильной ревности; однако в других культурах такое поведение вполне приемлемо и не вызывает особых переживаний.
Важно понять, откуда берутся эти культурные различия и как они укореняются в разном восприятии измены. В то время как во многих культурах измена считается неправильной и порицается, некоторые культуры относятся к такому поведению более терпимо. Как правило, эти взгляды связаны с общим либеральным характером общества. Например, датское общество считается более либеральным, чем многие другие культуры, и, соответственно, имеет либеральные взгляды на измены и внебрачные связи. По мнению Кристины Харрис и Николаса Кристенфельда, общества, которые юридически более либеральны по отношению к внебрачным связям, менее сурово относятся к сексуальной измене, поскольку она отличается от измены эмоциональной. В датском обществе секс не обязательно подразумевает глубокую эмоциональную привязанность. Поэтому измена не имеет столь резкого негативного оттенка. Сравнение современного китайского и американского обществ показало, что в США сексуальная измена переживается сильнее, чем в Китае. Культурное различие, скорее всего, объясняется более ограничительным характером китайского общества, что делает измену более актуальной проблемой. Сексуальная свобода в США более распространена, следовательно, американское общество более озабочено проблемой измены, чем китайское. Зачастую одна доминирующая религия может влиять на культуру целого народа. Даже в рамках христианства в США существуют различия в отношении к внебрачным связям. Например, протестанты и католики относятся к измене не с одинаковой строгостью. Концепция брака также заметно отличается: если в римском католицизме брак рассматривается как нерасторжимый священный союз и не допускает развода даже в случае измены, то большинство протестантских конфессий допускают развод и повторный брак в случае измены или по другим причинам. В итоге выяснилось, что взрослые люди, относящие себя к какой-либо религии (любой конфессии), воспринимают измену как гораздо более тягостное событие, чем те, кто не относится к какой-либо религии. При этом те, кто более активно участвовал в религиозных обрядах, были еще более консервативны в своих взглядах на измену.
Некоторые исследования также показывают, что принадлежность к афроамериканцам положительно коррелирует с изменой, даже с учетом уровня образования. Другие исследования показывают, что частота измен в течение жизни не различается между афроамериканцами и белыми, а только вероятность того, когда они совершают измену. Было установлено, что раса и пол положительно коррелируют с изменой, однако это чаще наблюдается у афроамериканских мужчин, совершающих внебрачные измены[прояснить]. Стратегии спаривания людей различаются в зависимости от культуры. Например, Шмитт рассказывает о том, что в племенных культурах с более высоким патогенным стрессом чаще встречаются полигинные брачные системы, в то время как моногамные брачные системы обычно характеризуются относительно более низкой патогенной средой. Кроме того, исследователи выдвинули идею о том, что высокий уровень смертности в местных культурах должен коррелировать с более разрешительными стратегиями спаривания. С другой стороны, Шмитт рассуждает о том, что требовательная репродуктивная среда должна усиливать желание и стремление к бипатридным, моногамным отношениям.

### Теория стратегического плюрализма
Стратегический плюрализм — это теория, изучающая влияние факторов окружающей среды на стратегии спаривания. Согласно этой теории, когда люди живут в условиях, требующих повышенных нагрузок и стрессов, для повышения выживаемости потомства возрастает потребность в двухродительской заботе. Соответственно, моногамия и обязательства являются более распространенными. С другой стороны, когда люди живут в условиях, не связанных со стрессами и угрозами для жизнеспособности потомства, потребность в серьезных и преданных отношениях снижается, а значит, чаще встречаются промискуитет и измены.

### Теория соотношения полов
Теория соотношения полов — это теория, объясняющая взаимоотношения и сексуальную динамику в различных регионах мира на основе соотношения количества мужчин брачного возраста и женщин брачного возраста. Согласно этой теории, в той или иной местности соотношение числа женщин в брачном возрасте и мужчин в брачном возрасте является высоким, а в той или иной местности соотношение числа мужчин в брачном возрасте является низким. В отношении измены теория гласит, что при высоком соотношении полов мужчины чаще ведут беспорядочную половую жизнь и вступают в половые отношения вне брака, поскольку спрос на мужчин выше и такой тип поведения, желаемый мужчинами, более приемлем. С другой стороны, при низком соотношении полов промискуитет менее распространен, так как женщины пользуются спросом, а поскольку они стремятся к моногамии и обязательствам, то для того, чтобы мужчины оставались конкурентоспособными среди кандидатов в мужья, они должны удовлетворять эти желания. В пользу этой теории говорят данные, свидетельствующие о более высоком уровне разводов в странах с более высоким соотношением полов и более высоком уровне моногамии в странах с более низким соотношением полов.